# Harry Wyld
Frederick Henry Wyld, més conegut com a  Harry Wyld (Mansfield, Nottinghamshire, 5 de juny de 1900 - Derby, 5 d'abril de 1976) va ser un ciclista anglès que va prendre part en els Jocs Olímpics de París de 1924 i d'Amsterdam de 1928.
Va guanyar dues medalles de bronze, una en cada Jocs. El 1924 guanyà la dels 50 quilòmetres, i el 1928 la de persecució per equips, formant equip amb George Southall, Leonard Wyld i Percy Wyld, aquests dos darrers germans seus.